# Лужа (приток Большого Кундыша)
Лужа — река в России, протекает по Республике Марий Эл. Устье реки находится в 9,1 км от устья Большого Кундыша по правому берегу. Длина реки составляет 21 км, площадь водосборного бассейна — 114 км².
Река вытекает из озера Лужьяр, лежащего в лесах в 9 км к юго-западу от посёлка Красный Мост. Река течёт на восток по ненаселённому лесному массиву.

## Данные водного реестра
По данным государственного водного реестра России относится к Верхневолжскому бассейновому округу, водохозяйственный участок реки — Волга от Чебоксарского гидроузла до города Казань, без рек Свияга и Цивиль, речной подбассейн реки — Волга от впадения Оки до Куйбышевского водохранилища (без бассейна Суры). Речной бассейн реки — (Верхняя) Волга до Куйбышевского водохранилища (без бассейна Оки).
Код объекта в государственном водном реестре — 08010400712112100000930.